# Сельское поселение Шелотское
Сельское поселение Шелотское — сельское поселение в составе Верховажского района Вологодской области.
Центр — село Шелота.
По данным переписи 2010 года население — 466 человек.

## География
Расположено на юго-западе района, в 60 км от районного центра. Граничит:
- на севере с Липецким сельским поселением,
- на юге и западе с Тотемским, Сямженским и Вожегодским районами.

## История
Во второй половине XVII века Шелотский стан входил в состав Верховажской четверти.
В первой половине XIX века в Шелотскую волость Вельского уезда входили Двиницкое, Доровское, Жаровское, Жиховское, Липецкое, Шелотское сельские общества.
В 1918 году из Шелотской волости была выделена Двиницкая волость, в 1919 году — Жаровская.
В феврале 1924 года Шелотская волость вошла в Чушевице-Покровскую волость.
В июнь 1929 года в составе Няндомского округа Северного края был образован Верховажский район, в который вошли 23 сельсовета, в том числе Шелотский.
18 июля 1954 года в состав Шелотского сельсовета вошёл Доровский сельсовет, 26 мая 1960 года — Липецкий. 1 января 1991 года Липецкий сельсовет был восстановлен.
1 января 2006 года в соответствии с Федеральным законом № 131 «Об общих принципах организации местного самоуправления в Российской Федерации» Шелотский сельсовет преобразован в сельское поселение.

## Экономика
На территории Шелотского сельского поселения работают Липецкое лесничество, отделение связи, пилорамы, крестьянские хозяйства, магазины.
Действуют Шелотская основная общеобразовательная школа, детский сад, культурно-досуговый центр, библиотека, Дом Ремёсел, фельдшерско-акушерский пункт, филиалы Дома детского творчества и детской спортивной школы.

## Известные жители
На территории Шелотского сельсовета родились Герои Советского Союза Николай Евгеньевич Петухов и Павел Фёдорович Гущин. Деревня Макаровская — родина писателя Владимира Фёдоровича Тендрякова.

## Достопримечательности
При Екатерине II в деревне Макаровская было начато строительство церкви. Она была освящена в 1798 году и получила название Троицкая. в 1937 году церковь была закрыта. Здание церкви сначала использовалось под склад, потом было частично разобрано. в 1990-е годы церковь начали реставрировать, в 1989 был восстановлен нижний этаж, в 2000 году — купола.
Главный праздник Шелоты — Троица. В рамках «Троицких гуляний» в 2008 году был открыт обновленный памятный знак В. Ф. Тендрякову. В 2009 году был установлен Поклонный крест церковносвященнослужителям Троицкой церкви.

## Населённые пункты
В 1999 году был утверждён список населённых пунктов Вологодской области. С тех пор состав Шелотского сельсовета не изменялся.
В состав сельского поселения входят 23 населённых пункта, в том числе
22 деревни,
1 село.
| Населённый пункт           | ОКАТО          | Рег. номер | Расстояние до районного центра, км | Расстояние до центра поселения, км | Координаты                      |
| -------------------------- | -------------- | ---------- | ---------------------------------- | ---------------------------------- | ------------------------------- |
| деревня Акиньховская       | 19 216 848 002 | 1570       | 84,5                               | 15                                 | 60°21′48″ с. ш. 41°51′04″ в. д. |
| деревня Анисимовская       | 19 216 848 003 | 1571       | 81,5                               | 12                                 | 60°21′17″ с. ш. 41°49′33″ в. д. |
| деревня Афонинская         | 19 216 848 004 | 1572       | 70,5                               | 1                                  | 60°22′27″ с. ш. 41°41′23″ в. д. |
| деревня Большое Погорелово | 19 216 848 005 | 1573       | 71,5                               | 2                                  | 60°23′23″ с. ш. 41°40′12″ в. д. |
| деревня Гарманово          | 19 216 848 006 | 1574       | 70,5                               | 1                                  | 60°21′47″ с. ш. 41°39′19″ в. д. |
| деревня Горка Мальгина     | 19 216 848 008 | 1575       | 89,5                               | 20                                 | 60°22′39″ с. ш. 41°52′32″ в. д. |
| деревня Горка-Назаровская  | 19 216 848 009 | 1576       | 70,3                               | 0,8                                | 60°21′50″ с. ш. 41°39′32″ в. д. |
| деревня Денисовская        | 19 216 848 011 | 1577       | 71,7                               | 2,2                                | 60°21′43″ с. ш. 41°38′35″ в. д. |
| деревня Доронинская        | 19 216 848 012 | 1579       | 70                                 | 0,5                                | 60°22′01″ с. ш. 41°39′12″ в. д. |
| деревня Дорошевица         | 19 216 848 013 | 1578       | 72,5                               | 3                                  | 60°21′15″ с. ш. 41°37′32″ в. д. |
| деревня Дресвянка          | 19 216 848 014 | 1580       | 71,8                               | 2,3                                | 60°23′11″ с. ш. 41°39′22″ в. д. |
| деревня Макаровская        | 19 216 848 020 | 1581       | 70,5                               | 1                                  | 60°22′09″ с. ш. 41°41′23″ в. д. |
| деревня Малое Погорелово   | 19 216 848 021 | 1583       | 71,5                               | 2                                  | 60°23′07″ с. ш. 41°39′56″ в. д. |
| деревня Михалёво           | 19 216 848 022 | 1582       | 82,5                               | 13                                 | 60°21′22″ с. ш. 41°50′47″ в. д. |
| деревня Петраковская       | 19 216 848 024 | 1584       | 74,5                               | 5                                  | 60°22′09″ с. ш. 41°42′30″ в. д. |
| деревня Степаново          | 19 216 848 029 | 1585       | 70,2                               | 0,7                                | 60°22′31″ с. ш. 41°39′56″ в. д. |
| деревня Степачевская       | 19 216 848 030 | 1586       | 84,5                               | 15                                 | 60°21′35″ с. ш. 41°52′00″ в. д. |
| деревня Столбово           | 19 216 848 031 | 1587       | 84,5                               | 15                                 | 60°21′32″ с. ш. 41°51′24″ в. д. |
| деревня Татаринская        | 19 216 848 032 | 1588       | 70,1                               | 0,6                                | 60°22′12″ с. ш. 41°39′11″ в. д. |
| деревня Фофановская        | 19 216 848 033 | 1589       | 70                                 | 0,5                                | 60°22′29″ с. ш. 41°40′30″ в. д. |
| деревня Чавровская         | 19 216 848 034 | 1590       | 69,9                               | 0,4                                | 60°21′52″ с. ш. 41°39′37″ в. д. |
| село Шелота                | 19 216 848 001 | 1569       | 69,5                               | —                                  | 60°22′12″ с. ш. 41°40′14″ в. д. |
| деревня Якунинская         | 19 216 848 035 | 1591       | 69,8                               | 0,3                                | 60°22′06″ с. ш. 41°39′35″ в. д. |